# IC 3309
IC 3309 је спирална галаксија у сазвјежђу Береникина коса која се налази на листи објеката дубоког неба у Индекс каталогу.
Деклинација објекта је + 28° 22' 53" а ректасцензија 12h 25m 20,2s. Привидна величина (магнитуда) објекта IC 3309 износи 14,6 а фотографска магнитуда 15,3. IC 3309 је још познат и под ознакама UGC 7509, MCG 5-29-82, CGCG 158-102, KUG 1222+286, PGC 40501.